# 福井県の市町村章一覧
福井県の市町村章一覧（ふくいけんのしちょうそんしょういちらん）は、福井県内の市町村に制定されている、あるいは制定されていた市町村章の一覧である。なお、一覧の順序は全国地方公共団体コード順による。廃止された市町村章は廃止日から順に掲載している。

## 市部
| 市       | 市章 | 由来                                                                   | 制定日        | 備考                                                                            |
| -------- | ---- | ---------------------------------------------------------------------- | ------------- | ------------------------------------------------------------------------------- |
| 福井市   |      | 「井」と「北」を図案化したもの                                         | 1925年9月28日 |                                                                                 |
| 敦賀市   |      | 敦賀港を表しているもの                                                 | 1952年3月28日 | 2代目の市章である                                                               |
| 小浜市   |      | 「小」を表しているもの                                                 | 1951年9月1日  |                                                                                 |
| 大野市   |      | 「大野」を図案化したもの                                               | 1954年7月1日  |                                                                                 |
| 勝山市   |      | 「カツ山」と福井県福井市・同県大野市・石川県金沢市の三方面を表している | 1954年9月1日  |                                                                                 |
| 鯖江市   |      | 「サ」を図案化したもの                                                 | 1955年2月23日 |                                                                                 |
| あわら市 |      | 「a」を図案化したもの                                                  | 2004年3月1日  | 色は緑色と黄色が指定されている                                                  |
| 越前市   |      | 「E」を図案化したもの                                                  | 2004年3月1日  | 色は緑色・橙色・青色が指定されている                                            |
| 坂井市   |      | 「S」を図案化し、日本海を表したもの                                    | 2006年3月20日 | 色は緑色と橙色が指定されている 2005年8月25日に公表され、翌年3月20日に制定される |

## 町村部
| 郡         | 町村     | 町村章 | 由来                                     | 制定日        | 備考                                             |
| ---------- | -------- | ------ | ---------------------------------------- | ------------- | ------------------------------------------------ |
| 吉田郡     | 永平寺町 |        | 「e」を図案化したもの                    | 2006年2月13日 | 色は青色が指定されている 2代目の町章である       |
| 今立郡     | 池田町   |        | 「イ」を抽出かつ間潔明瞭に図案化したもの | 1964年9月1日  | 制定前は作成されていなかった                     |
| 南条郡     | 南越前町 |        | 「み」を図案化したもの                   | 2005年1月1日  | 色は青色・緑色・茶色が指定されている             |
| 丹生郡     | 越前町   |        | 「E」を図案化したもの                    | 2005年2月1日  | 色は緑色と青色が指定されている 2代目の町章である |
| 三方上中郡 | 若狭町   |        | 「W」を図案化したもの                    | 2005年3月31日 |                                                  |
| 三方郡     | 美浜町   |        | 三つの「ハ」・中央の「マ」を表したもの   | 1958年1月1日  |                                                  |
| 大飯郡     | 高浜町   |        | 「高ハマ」を図案化したもの               | 1964年        | 制定前は作成されていなかった                     |
| 大飯郡     | おおい町 |        | 「O」を図案化したもの                    | 2006年3月3日  | 2005年10月26日に公表され、翌年3月3日に制定される |

## 廃止された市町村章
| 市郡   | 町村     | 市町村章         | 由来 | 制定日           | 廃止日        | 備考                                                                                      |
| ------ | -------- | ---------------- | --- | ---------------- | ------------- | ----------------------------------------------------------------------------------------- |
| 敦賀市 |          |                  | 鹿の角を表している | 1900年5月        | 1952年3月28日 |                                                                                           |
| 足羽郡 | 酒生村   |                  | 「酒」を配してから、「生」を丸くしたものであり、さらには九枚のサクラの花びらと1212年に新補地頭になった弓の名手である小国頼継の武勇を称えているもの | 1916年11月3日    | 1955年3月31日 |                                                                                           |
| 吉田郡 | 藤岡村   | 作成されていない | 作成されていない | 作成されていない | 1961年10月1日 |                                                                                           |
| 坂井郡 | 川西町   |                  | 「川西」を組み合わせて、その中で「川」を図案化したもの                                                                                             | 不明             | 1967年5月17日 |                                                                                           |
| 吉田郡 | 森田町   |                  | 不明 | 不明             | 1967年7月29日 |                                                                                           |
| 大野郡 | 西谷村   |                  | 不明 | 不明             | 1970年7月1日  |                                                                                           |
| 足羽郡 | 足羽町   |                  | 「ア」を円と劔尖で図案化し、劔尖は限りなき発展を表したもの                                                                                         | 1960年8月1日     | 1971年9月1日  | 足羽村章（制定日不明）として制定され、町制施行後に継承される                              |
| 坂井郡 | 芦原町   |                  | 温泉に瑞鳥が舞い降りてくる姿を表したもの | 1933年5月9日     | 1984年7月1日  | 芦原村章として制定され、町制施行後に初代の町章として継承された                            |
| 坂井郡 | 金津町   |                  | 「カナヅ（金津）」を図案化したもの | 1964年10月1日    | 2004年3月1日  | 制定前は作成されていなかった                                                              |
| 坂井郡 | 芦原町   |                  | 「ア」を簡単にデザインして表したもの | 1984年7月1日     | 2004年3月1日  | 2代目の町章である                                                                         |
| 南条郡 | 今庄町   |                  | 「今」を（ 今庄村・堺村・宅良村・湯尾村の旧4村と「山」・「川」）を円形に図案化したもの                                                             | 1955年10月2日    | 2005年1月1日  |                                                                                           |
| 南条郡 | 南条町   |                  | 「ナン」を組み合わせて図案化したもの | 1958年7月3日     | 2005年1月1日  | 南条村章として制定され、町制施行後に継承され、1959年1月1日に再制定した                    |
| 南条郡 | 河野村   |                  | 「河」を抽象的に図案化したもの | 1966年4月5日     | 2005年1月1日  |                                                                                           |
| 丹生郡 | 越前町   |                  | 「え」を図案化したもの | 1962年2月1日     | 2005年2月1日  | 制定前は紋章が存在しない 初代の町章である                                                 |
| 丹生郡 | 朝日町   |                  | 「ア」を丸く図案化したもの | 1961年4月1日     | 2005年2月1日  | 制定前は作成されていなかった                                                              |
| 丹生郡 | 織田町   |                  | 「オ」を図案化したもの | 1961年11月3日    | 2005年2月1日  |                                                                                           |
| 丹生郡 | 宮崎村   |                  | 「宮」を図案化したもの | 1965年6月30日    | 2005年2月1日  |                                                                                           |
| 遠敷郡 | 上中町   |                  | 「上中」を図案化したもの | 1954年4月29日    | 2005年3月31日 |                                                                                           |
| 三方郡 | 三方町   |                  | 中の丸は平和を表し、「三方」の三を図案化したもの。「△」は「方」を表し、三方五湖を図案化したもの                                                    | 1959年4月1日     | 2005年3月31日 |                                                                                           |
| 武生市 |          |                  | 「タケフ」を意匠化したもの | 1949年5月1日     | 2005年10月1日 |                                                                                           |
| 今立郡 | 今立町   |                  | 「い」を簡潔明瞭に円満かつ頑丈に結んで図案化したもの                                                                                               | 1957年5月        | 2005年10月1日 | 色はワイン色が指定されている                                                              |
| 大野郡 | 和泉村   |                  | 「い」を図案化し、中央の空間は九頭竜川を表したもの                                                                                                 | 1962年6月22日    | 2005年11月7日 | 制定前は作成されていなかった                                                              |
| 丹生郡 | 清水町   |                  | 「し水」を図案化し、「し」で外円を形作り、「水」で左右両翼を図示したもの                                                                           | 1956年3月10日    | 2006年2月1日  |                                                                                           |
| 丹生郡 | 越廼村   |                  | 「こ」を図案化し、中心部は旧・越廼村と下岬村の団結と海と山を調和したもの                                                                           | 1966年6月2日     | 2006年2月1日  |                                                                                           |
| 足羽郡 | 美山町   |                  | 「み山」を重ね合わせて円く図案化したもの | 1958年4月21日    | 2006年2月1日  | 美山村章として制定され、町制施行後に継承された                                            |
| 吉田郡 | 永平寺町 |                  | 「エ」を図案化したもの | 1962年           | 2006年2月13日 | 1970年9月1日に職員徽章が制定された 初代の町章である                                       |
| 吉田郡 | 松岡町   |                  | 中央に「マ」その周囲の輪に三つの切れ目に「ツ」を意味して図案化したもの                                                                             | 1958年1月20日    | 2006年2月13日 | 1955年8月に制定され、1958年1月20日に再制定される 色は藍色が指定されている                 |
| 吉田郡 | 上志比村 |                  | 「カ」を燕の形に形どったもの | 1966年           | 2006年2月13日 | 制定前は作成されていなかった                                                              |
| 大飯郡 | 大飯町   |                  | 「O」・「i」を組み合わせたもの | 1959年7月        | 2006年3月3日  |                                                                                           |
| 遠敷郡 | 名田庄村 |                  | 「ナタ」を図案化したもの | 1967年10月28日   | 2006年3月3日  | 制定前は作成されていなかった                                                              |
| 坂井郡 | 丸岡町   |                  | ｢マ｣を三角鋭にして意匠化したもの | 1959年9月24日    | 2006年3月20日 | 1959年12月24日に告示22号が出された 制定前は作成されていなかった                           |
| 坂井郡 | 春江町   |                  | ｢春｣を図案化したもの | 1960年8月10日    | 2006年3月20日 |                                                                                           |
| 坂井郡 | 坂井町   |                  | 坂井の「サ」と｢栄｣を意味する「サ」（二つの「サ」）を図案化したもの                                                                                 | 1961年4月1日     | 2006年3月20日 | 坂井村章（制定日不明）として制定され、町制施行後に継承された 美術家の両田光平の作品である |
| 坂井郡 | 三国町   |                  | 三つの「国」の略字で「三国」を表し、それらを互いに一点に集中してしかも外方に受け広がったものを図案化したもの                                       | 1968年9月1日     | 2006年3月20日 | 制定前（確かな制定日不明）から存在していた 色は藍色か黒色が指定されている                 |

### 書籍
- 小学館辞典編集部 編『図典 日本の市町村章』（初版第1刷）小学館、2007年1月10日。ISBN 4095263113。
- 近藤春夫『都市の紋章 : 一名・自治体の徽章』行水社、1915年。NDLJP:955061
- 中川幸也『シリーズ人間とシンボル第2号「都市の旗と紋章」』中川ケミカル、1987年10月11日。
- 丹羽基二『日本の市章 （東日本）』保育社、1984年4月5日。
- 望月政治『都章道章府章県章市章のすべて』日本出版貿易株式会社、1973年7月7日。
- NHK情報ネットワーク『NHKふるさとデータブック4 [北陸・甲信越]』日本放送協会、1992年4月1日。

### 都道府県書籍
- 福井県総務部地方課『福井県町村合併誌』福井県、1961年3月20日。

### 自治体書籍

#### 越前地域
- 美山町史編纂委員会『美山町史 上巻』福井県足羽郡美山町、1984年。
- 美山町役場『美山町例規集』福井県足羽郡美山町。
- 清水町史編纂委員会『清水町史』福井県丹生郡清水町、1979年12月。
- 越廼村誌史編纂委員会『越廼村誌 本編』福井県丹生郡越廼村、1988年3月。
- 越廼村役場総務課『越廼村勢要覧 越前水仙の里』福井県丹生郡越廼村、1980年代。
- 越廼村『越廼村例規集』福井県丹生郡越廼村。
- 今庄町誌編纂委員会『今庄町誌』福井県南条郡今庄町、1979年。
- 坂井町役場『坂井町誌』福井県坂井郡坂井町。
- 三国町役場『三国町例規集』福井県坂井郡三国町。
- 丸岡町役場『丸岡町例規集』福井県坂井郡丸岡町。
- 芦原温泉開湯100周年記念誌編集委員会『開湯芦原100年史』福井県坂井郡芦原町、1984年8月。
- 山口喜三太『町づくり20年』福井県坂井郡金津町、1974年10月。
- 旧・永平寺町役場『旧・永平寺町例規集』福井県吉田郡旧・永平寺町。
- 松岡町役場『松岡町例規集』福井県吉田郡松岡町。
- 上志比村役場『上志比村例規集』福井県吉田郡上志比村。
- 河野村役場『河野村例規集』福井県南条郡河野村。

#### 若狭地域
- 三方町史編集委員会『三方町史』福井県三方郡三方町、1990年。
- 上中町役場『上中町例規集』福井県遠敷郡上中町。
- 大飯町誌編纂委員会『大飯町誌』福井県大飯郡大飯町、1989年3月。
- 名田庄村役場『大飯町誌』福井県遠敷郡名田庄村、1971年。